# 東京BABYLON
『東京BABYLON』（とうきょうバビロン）は、CLAMPによる漫画である。
新書館の『サウス』『月刊ウィングス』で1990年から1993年にかけて連載された。後の『X』へと話が繋がっている。1992年と1994年にはOVA化、1993年には実写ビデオドラマ化された。CLAMPの初期の代表作である。
陰陽師の主人公が東京で起きる怪奇現象や霊的事件を解決するストーリーに絡めて、自殺やダイヤルQ2、いじめ、新興宗教、老人の介護問題などシリアスなテーマをとりあげた社会派作品ともなっている。

## あらすじ
皇 昴流は人々を呪いや怨霊から守る陰陽師一族の若き当主。優しく繊細な彼を見守り励ます、明るい双子の姉の北都。皇家に敵対する強大な力を持ち、かつ残忍な暗殺集団といわれる桜塚護（さくらづかもり）の跡取りで獣医師の桜塚 星史郎。絶対に相容れない一族同士のはずが星史郎は常に昴流と行動を共にし、優しく振舞う。
やがて星史郎の目的が明らかになる。9年前、星史郎は幼い昴流と会っており、そのときある「賭け」をしたのだった。賭けに勝った星史郎は昴流を殺そうとする。皇先代当主の祖母が放った術により、昴流は命拾いするが、心を亡くし廃人同然となる。北都は昴流を救うため、意を決して姿を消す。1か月後、昴流は正気を取り戻すが、北都が殺されたとの知らせが入る。昴流は学校を退学し、自分を裏切った挙句姉の命を奪った星史郎を自らの手で殺すと決意する。

## 登場人物
「声」はOVA版の声優。実写版キャストは#キャスト参照。
皇 昴流（すめらぎ すばる）
声 - 山口勝平
主人公。16歳。日本の陰陽師の頂点に立つ皇一族の13代目当主。歴代当主の中でも一、二を争う能力を持っている。現代日本に現れる様々な霊障を祓っている。現役高校生だが除霊の依頼が多く、出席日数が足りずに進級が危ぶまれている。将来の夢である動物の飼育員になるため学校を卒業したいが、当主の責任との狭間に悩み続けるが、最終的に姉の仇を討つために退学する。京都生まれで、現在は東京のマンションに一人暮らし。
性格は真面目。 他者への思いやりにあふれ、他人の痛みを我がことのように感じる繊細な面を持ち、相手を傷つけるくらいなら自分が傷付けばいいと思うほどの自己犠牲な優しさを周囲に心配されている。
両手の手袋は、先代当主である祖母の言いつけにより人前で外したことが無い。
皇 北都（すめらぎ ほくと）
声 - 伊藤美紀
昴流の双子の姉。16歳。弟と同様に修行をしてきたが、2、3の術が使えるだけ。弟と正反対のハイテンションでポジティブな性格の持ち主で、いつも奇抜で派手な格好をしている。昴流の服のコーディネートも担当。料理は中々の腕前。昴流と同じマンションの隣の部屋に住んでいるが、よく弟の部屋にあがりこんでいる。将来の夢は団地妻。
昴流と星史郎のカップリングを「面白いから」と煽っているが、本当は思慮深く、弟を誰よりも愛し、彼の利他的にすぎる優しさを心配している。終盤で昴流の前から姿を消した後、殺されてしまう。
実写版では、彼女の死を引きずったまま、星史郎への憎しみに囚われ暴走しかけた昴流を制止するために彼女の魂が現れる。
桜塚 星史郎（さくらづか せいしろう）
声 - 子安武人
25歳。眼鏡をかけた大柄な青年。人を殺めるために陰陽術を使う暗殺集団『桜塚護（さくらづかもり）』の跡取り息子。普段は新宿で動物病院を経営している獣医師。
ことあるごとに昴流に「好きだ」「僕ってセクシーですか?」と迫る変人。普段は温厚な風体だが、時折冷酷な本性を見せる。
獣医師になった理由は、術を使う時に起こる反動「逆凪」を動物病院で預かった弱っている動物に肩代わりさせ、身を守るため。桜塚護は厳密には1人だけである。依頼人や協力者などがいて、それらを含めて暗殺集団と称される。次代への継承の儀は、当代桜塚護と暗殺集団と呼ばれる関係者を全て殺すこと。

## 書誌情報
- CLAMP『東京BABYLON』新書館〈ウィングスコミックス〉、全7巻
  1. 1991年4月初版発行[3]、ISBN 4-403-61250-4
  2. 1991年11月初版発行[4]、ISBN 4-403-61268-7
  3. 1992年1月初版発行[5]、ISBN 4-403-61274-1
  4. 1992年7月初版発行[6]、ISBN 4-403-61282-2
  5. 1993年4月初版発行[7]、ISBN 4-403-61304-7
  6. 1993年8月初版発行[8]、ISBN 4-403-61319-5
  7. 1994年3月初版発行[9]、ISBN 4-403-61339-X
- CLAMP『東京BABYLON』新書館〈ウィングス文庫〉、全5巻
  1. 2000年10月20日発売[10]、ISBN 4-403-50026-9
  2. 2000年11月24日発売[11]、ISBN 4-403-50027-7
  3. 2000年11月24日発売[12]、ISBN 4-403-50028-5
  4. 2000年12月19日発売[13]、ISBN 4-403-50029-3
  5. 2000年12月19日発売[14]、ISBN 4-403-50030-7
- CLAMP『東京BABYLON（愛蔵版）』、KADOKAWA、全3巻
  1. 2012年1月6日発売[15]、ISBN 978-4-04-120041-4
  2. 2012年3月30日発売[16]、ISBN 978-4-04-120156-5
  3. 2012年8月30日発売[17]、ISBN 978-4-04-120314-9
- CLAMP『CLAMP PREMIUM COLLECTION 東京BABYLON』、KADOKAWA、全7巻
  1. 2022年6月3日発売[1]、ISBN 978-4-04-111689-0
  2. 2022年6月3日発売[18]、ISBN 978-4-04-111690-6
  3. 2022年7月4日発売[19]、ISBN 978-4-04-111691-3
  4. 2022年7月4日発売[20]、ISBN 978-4-04-111692-0
  5. 2022年8月4日発売[21]、ISBN 978-4-04-111693-7
  6. 2022年8月4日発売[22]、ISBN 978-4-04-111694-4
  7. 2022年9月2日発売[23]、ISBN 978-4-04-111695-1

新装版は「CLAMP PREMIUM COLLECTION」（CLAMPの作品を新装版として発売するシリーズ）の第2弾として展開され、全巻のカバーが描きおろされている。2022年6月4日には「CLAMP netTVチャンネル」にて、「『東京BABYLON』CPC版発売記念 コミックコメンタリー」のライブ配信が行われた。同年6月6日から12日まで、新装版の刊行を記念してJR池袋駅に広告が掲げられ、YouTubeにて昴流、北都、星史郎をメインとしたPV動画も公開された。

## 関連商品

### CD
- CD COMIC 東京BABYLON (東京BABYLON Vol.0+CD) 1990年11月25日発売 ISBN 4-403-61243-1
  - CDドラマ付きコミック。コミックは1巻の抄録。CDドラマは「TYO」「BABEL」「DESTINY」収録。メインキャストはOVAと同じ。
- TOKYO BABYLON IMAGE SOUNDTRACK 1992年7月22日発売
  - CLAMPがセレクトした楽曲を集めたオムニバスCD。2枚組で、2枚目にはドラマ「CALL」（原作の同タイトルがベース）が収録されている。メインキャストはOVAと同じ。
- 東京BABYLON SINGLE TRIPLE 1993年2月21日発売
  - 8cmシングル。WHITE、PINK、BLACKの3枚組で、WHITEには昴流、PINKには北都、BLACKには星史郎がジャケットに描かれる。
- TOKYO BABYLON 1999 1993年9月22日発売
  - 21歳になった昴流を描くドラマCD。後述の実写版キャストによるサイドストーリー。
- デジャ・ヴ 1994年2月21日発売
  - OVA『東京BABYLON2』の主題歌。
- TOKYO BABYLON IMAGE SOUNDTRACK 2 1994年3月9日発売
  - CLAMPがセレクトしたイメージアルバムの2枚目。全10曲で、10曲目には「デジャ・ヴ」を収録。

### その他
- 東京BABYLON POST CARDS BOOK あなたは東京がきらいですか？[25]（1993年11月初版発行）
- 東京BABYLON CALENDAR 1992
- イラスト集
  - TOKYO BABYLON PHOTOGRAPHS （新書館）1996年4月25日発売　ISBN 4-403-65008-2

## OVA
東京BABYLON A SAVE FOR TOKYO CITY STORY （1992年10月21日発売）
映像特典として全3曲のミュージッククリップが収録されている（1、2曲目は実写、3曲目はアニメ）。1993年8月21日にはミュージッククリップなしの通常版も発売されている。
東京BABYLON2 （1994年3月21日発売）
ドラマCDが特典として付いている。

### スタッフ（OVA）
- 原作：CLAMP
- 監督：千明孝一
- プロデューサー：池口和彦、増島由美子
- 制作プロデューサー：丸山正雄
- 脚本：浦畑達彦（#1）、じんのひろあき（#2）
- キャラクターデザイン：高橋久美子
- 作画監督：高橋久美子（#1）、藤川太（#2）、島村秀一（#2）、田崎聡（#2）、木村雅宏（#2）
- 総作画監督：高橋久美子（#2）
- 美術監督：池田祐二
- 色彩設定：三笠修
- 撮影監督：山口仁
- 音楽：本多俊之
- 音響監督：渡辺淳（#1）、松浦典良（#2）
- 制作協力（#1）、アニメーション制作（#2）：マッドハウス
- 制作：アニメイトフィルム
- 製作・著作：ムービック、SPE・ビジュアルワークス、新書館（#2）

### 主題歌（OVA）
エンディングテーマ
「Kiss Kiss」（東京BABYLON）
「De-ja vu」（東京BABYLON2）
作詞・作曲・編曲・歌：松岡英明

## 実写版
『東京BABYLON 1999』のタイトルでビデオ映画として1993年8月21日に発売された。

### スタッフ（実写）
- 原作：CLAMP
- 企画：大川七瀬
- 監督･脚本：飯田譲治
- 音楽：蓜島邦明
- 製作担当：山本章
- 広告プロデュース：CLAMP　CO．LTD
- パッケージデザイン：大川七瀬
- デザインアシスタント：五十嵐さつき
- 衣装コンセプト：大川七瀬、猫井みっく
- 四聖獣･画：もこなあぱぱ
- 製作：PDS

### キャスト（実写）
- 東根作寿英 - 皇昴流
- 四方堂亘 - 桜冢星史郎
- 小木茂光 - 天野周平
- 佐野和宏 - 金山友吉
- 西尾まり - 芽久美（七曜術の少女たち）
- 北辻志保 - 秋実（七曜術の少女たち）
- 宮瀬亜紀 - 加奈（七曜術の少女たち）
- 永椎あゆ美 - 理絵（七曜術の少女たち）
- 塚越律子 - 智恵子（七曜術の少女たち）
- 永井恵子 - 郁江（七曜術の少女たち）
- 宮崎幸子 - 栄子（七曜術の少女たち）
- 佐藤友紀 - 晴香（除霊された少女）
- 棚田徳寿 - 晴香の父
- 奥山真佐子 - 晴香の母
- 沢田誠志 - 田中哲司（呪殺された教師）
- 青島孝明 - 呪殺された高校生
- 阿部真人 - 呪殺された高校生
- 勝俣稔 - 呪殺された高校生
- 十貫寺梅軒 - 老人霊
- 板倉佳司 - 悪霊

## テレビアニメ（中止）
2020年11月19日に『東京BABYLON 2021』のタイトルで2021年より放送予定であることが、主要スタッフ、キャスト、新ビジュアル、キャラクター設定イラストともに発表された。
しかし、翌20日に問い合わせ窓口に皇昴流と北都の衣装が既存のデザインの模倣であるとの指摘が寄せられた。キングレコードおよび製作委員会が事実確認を行うと模倣が事実であることが確認され、12月4日には公式サイトに謝罪文が掲載された。同月24日には、2021年4月から予定していた放送の延期が発表された。さらに、2021年3月29日にはさらなる多数の模倣盗用があることが判明したため、信頼関係の欠如によって現制作会社との制作続行は不可能と判断、制作中止が発表された。今後は刷新した制作体制で『東京BABYLON』の再アニメ化を目指す。
2021年8月3日、『東京BABYLON 2021』の制作会社であったGoHandsは製作委員会「TOKYO BABYLON 2021 PROJECT」幹事社のキングレコードに対し、当作の制作費が支払われていないとして未払い分約4億5千万円を求める裁判を東京地方裁判所に起こした。GoHands代理人の須郷知徳弁護士は「模写騒動後、キングレコードからデザインの修正依頼があり、追加費用の支払いにも合意して放送に向けた作業を進めていたが、キングレコードの方針が一転し、残りの支払いを拒否された」と主張。「キングレコードに比べてはるかに小さな企業で、大変大きな経済的打撃を受けている」と説明。下請法が禁じる支払い遅延にも当たると指摘をしていた。

### スタッフ・キャスト（テレビアニメ）
主題歌アーティストとして、オープニングテーマを蒼井翔太、エンディングテーマを水樹奈々がそれぞれ担当することも発表されていた。
スタッフ
- 原作 - CLAMP
- 監督 - 鈴木信吾、工藤進
- シリーズ構成 - 熊谷純
- キャラクターデザイン - 古田誠
- 総作画監督 - 古田誠、谷圭司
- メインアニメーター - 内田孝行、大久保宏
- メカ・プロップデザイン - 大久保宏
- 編集 - 渡邉千波
- 音響監督 - 郷文裕貴
- 音楽 - 朝倉紀行
- 音楽制作 - キングレコード
- アニメーション制作 - GoHands

キャスト
- 皇昴流 - 蒼井翔太
- 皇北都 - 水樹奈々
- 桜塚星史郎 - 梅原裕一郎

## 逸話
- 『ツバサ-RESERVoir CHRoNiCLE-』には、本作からは星史郎と昴流が登場している。
- 『XXXHOLiC』にて侑子の会話に昴流と面識があると思われる描写がある。
- OVA主題歌を歌った松岡英明との雑誌対談において、ビジュアルイメージがぴったりであったことが明かされた。